# The Immortals (banda)
Os Immortals são uma banda formada pelos músicos belgas eletrônicos Maurice "Praga Khan" Engelen e Olivier Adams, mais conhecidos por seu trabalho na controversa banda de dance new beat/techno/industrial Lords of Acid .
O projeto paralelo foi criado para a primeira trilha sonora de Mortal Kombat em 1994; no entanto, eles lançaram sua faixa "Techno Syndrome (Mortal Kombat)" em 1992, quando foi lançada como single.  A música foi usada como parte do comercial Mortal Kombat para os sistemas domésticos que anunciaram seu single release também.  Ele também foi usado em comerciais de TV para o filme Mortal Kombat e Mortal Kombat: Live Tour, e foi lançado no mesmo ano, quando o jogo foi lançado para consoles domésticos.  A faixa também se tornou posteriormente conhecida como "a música tema do Mortal Kombat" e apareceu para um conjunto de remixes da faixa JX "Close To Your Heart".  A música original foi misturada com efeitos sonoros do jogo de arcade Mortal Kombat para criar "Techno Syndrome (7" Mix) ".

## Discografia

### Álbuns de Estúdio
| Titulo                   | Detalhes                                                                | Gráficos  |
| Titulo                   | Detalhes                                                                | EUA Heat. |
| ------------------------ | ----------------------------------------------------------------------- | --------- |
| Mortal Kombat: The Album | - Lançamento: 31 de maio de 1994 - Gravadora: Virgin - Formatos: CD, K7 | 16        |
| Walk on Water            | - Lançamento: 2004                                                      | —         |
| Rise and Shine           | - Lançamento: 2007                                                      | —         |
| Here We Go Again         | - Lançamento: 2012                                                      | —         |

### Singles
| Título                                                                             | Ano       | Graficos | Album                                                 |
| Título                                                                             | Ano       | EUA      | Album                                                 |
| ---------------------------------------------------------------------------------- | --------- | -------- | ----------------------------------------------------- |
| No Turning Back                                                                    | 1986      | —        | Biggles: The Original Motion Picture Soundtrack Album |
| Space Rock 2 (participação Space Travellers, The Ultimate Warlord & Space Trouble) | 1989      | —        | Apenas Single                                         |
| Techno Syndrome                                                                    | 1992/1994 | —        | Mortal Kombat: The Album                              |
| "Sonya (Go Go Go)"                                                                 | 1994      | —        | Mortal Kombat: The Album                              |
| Hot Tears                                                                          | 2008      | —        | Nigeria 70 - Lagos Jump                               |
| "Our World"                                                                        | 2014      | —        | Apenas Single                                         |
| "Famous" (participaçao Whiskers & Blake Vapes)                                     | 2015      | —        | Apenas Single                                         |
| "Cataclysm" (participaçao Whiskers)                                                | 2015      | —        | Apenas Single                                         |